# Aleje Zygmuntowskie w Lublinie
Aleje Zygmuntowskie w Lublinie – jedna z arterii miasta Lublina o długości 600 m, przebiegająca w kierunku wschód-zachód. Ulica położona jest w środkowej części miasta w dzielnicy Za Cukrownią.

## Przebieg
Aleje przebiegają od skrzyżowania z Aleją Józefa Piłsudskiego do Ronda Lubelskiego Lipca '80, równolegle do rzeki Bystrzycy.

## Nazwa
Nazwa ulicy pochodzi od króla Zygmunta II Augusta, który podpisywał akt Unii Lubelskiej.

## Obiekty
Przy ulicy znajduje się Miejski Ośrodek Sportu i Rekreacji "Bystrzyca", stadion klubu sportowego "Motor" oraz stacja paliw. W pobliżu położony jest Park Ludowy oraz tereny wystawiennicze Targów Lubelskich.